# Schinus venturii
Schinus venturii är en sumakväxtart som beskrevs av A. Barkley. Schinus venturii ingår i släktet Schinus och familjen sumakväxter. Inga underarter finns listade i Catalogue of Life.